# Countervailing power
Countervailing power, de tegenmacht, is de tegenwerkende kracht bij economische machtsposities als monopolies. Countervailing power komt zowel bij vraag als aanbod voor. Deze tegenkrachten ontstaan als de dominerende partij niet bereid is haar positie vrijwillig op te geven. Die tegenkrachten verminderen de macht van de dominante partij op de markt, die daardoor richting de optimale allocatie beweegt.
De theorie werd door John Kenneth Galbraith bedacht, ooit een van de adviseurs van F.D. Roosevelt. De theorie werd in 1952 in zijn boek American Capitalism: The concept of countervailing power gepubliceerd.
Countervailing power komt bijvoorbeeld op de arbeidsmarkt voor: de macht van de werkgever wordt door de vakbonden verminderd. Volgens Galbraith zou de Amerikaanse economie daarnaast worden geleid door een zich actief opstellende regering. Zo ontstaat er een driemanschap van werkgevers, vakbonden en de overheid. Galbraith zelf zag daarentegen wel in dat de werkgevers een belangrijke bijdrage aan de economie leverden en was dan ook van mening dat de "big business" niet door de neutraliserende macht als vijand gezien moest worden.